# Robert Terlago
Robert von Terlago, též Roberto Terlago (1. října 1842 Terlago – 1. února nebo 7. července 1927 Terlago nebo Salcburk), byl rakouský politik z Tyrolska (respektive z Jižního Tyrolska), v 2. polovině 19. století poslanec Říšské rady.

## Biografie
Působil jako statkář v Trentu.
Byl aktivní politicky. Zasedal coby poslanec Tyrolského zemského sněmu. Zemským poslancem byl v období let 1877–1889 a 1897–1900. Podle jiného zdroje odešel ze sněmu až v roce 1901.
Byl i poslancem Říšské rady (celostátního parlamentu Předlitavska), kam nastoupil v doplňovacích volbách roku 1877 za velkostatkářskou kurii v Tyrolsku, 2. voličský sbor. Slib složil 19. října 1877. Mandát obhájil v řádných volbách do Říšské rady roku 1879. Do parlamentu se vrátil ve volbách do Říšské rady roku 1891. Slib složil 13. dubna 1891. Mandát zde obhájil ve volbách do Říšské rady roku 1897 a volbách do Říšské rady roku 1901. V roce 1873 se uvádí jako hrabě Robert Terlago, c. k. komoří, bytem Trento.
V roce 1879 byl řazen mezi ústavověrné poslance. Na Říšské radě se v říjnu 1879 uvádí jako člen staroněmeckého Klubu liberálů (Club der Liberalen). Byl členem Strany ústavověrného velkostatku.
V roce 1908 mu byl udělen Řád Františka Josefa.
Od roku 1912 byl členem Panské sněmovny (nevolená horní komora Říšské rady).